# Kunstrijden op de Olympische Winterspelen 1980
Het kunstrijden is een van de sporten die beoefend werden tijdens de Olympische Winterspelen 1980 in Lake Placid. Het was de vijftiende keer dat het kunstrijden op het olympische programma stond. In 1908 en 1920 stond het op het programma van de Olympische Zomerspelen. De wedstrijden vonden plaats van 16 tot en met 23 februari in het Olympic Fieldhouse.
In totaal namen 84 deelnemers (40 mannen en 44 vrouwen) uit twintig landen deel aan de vier disciplines.
De Oost-Duitser Jan Hoffmann was de enige deelnemer die voor de vierde keer deelnam. Hij was de tweede man en derde persoon die vier keer aan de Olympischewedstrijden bij het kunstrijden deelnam, de Zweed Gillis Grafström en de Noorse Sonja Henie waren hem voorgegaan. De Russische deelnemers Vladimir Kovaljov (bij de mannen) en paarrijdster Irina Rodnina (in 1972 met Aleksej Oelanov en in 1976 en dit jaar met Aleksandr Zajtsev) namen beide voor de derde keer deel. Vier mannen, zeven vrouwen, en vier ijsdansparen namen voor de tweede keer deel.
Irina Rodnina werd de derde persoon bij het Olympisch kunstrijden die drie keer oprij de olympische titel veroverde. Ze trad hiermee in de voetsporen van Grafström en Henie. Naast haar schaatspartner Aleksandr Zajtsev veroverden hun landgenoten, het ijsdanspaar, Irina Moisejeva / Andrej Minenkov ook hun tweede medaille, waar het in 1976 de zilveren medaille betrof was het dit keer de bronzen medaille.
De West-Duitse Christina Riegel was deelneemster in het vrouwentoernooi en bij de paren.

## Uitslagen
| Eindrangschikking |
| --- |
| Elk van de negen juryleden rangschikte de deelnemers/de paren van plaats 1 tot en met de laatste plaats. Deze plaatsing geschiedde op basis van het toegekende puntentotaal door het jurylid gegeven. De uiteindelijke rangschikking geschiedde bij een meerderheidsplaatsing (r/m). Wanneer een deelnemer/paar als enige bij meerderheid als eerste was gerangschikt, kreeg deze de eerste plaats toebedeeld. Vervolgens werd voor elke volgende positie deze procedure herhaald, waarbij het aantal plaatsingen voor die positie werd bepaald door het aantal keren dat diezelfde positie of hogere positie werd behaald (dus, voor plaats 2 telden alle top 2 plaatsen, voor plaats 3 alle top 3 plaatsen, enz.). Wanneer geen meerderheidsplaatsing kon worden bepaald dan werd de procedure voor de volgende positie ingezet. Wanneer meerdere deelnemers een gelijk aantal meerderheidsplaatsingen hadden dan waren de beslissende factoren: 1) de laagste som van de meerderheidsplaatsingen (pc/rm), 2) laagste som van plaatsingcijfers van alle juryleden (pc/9), 3) totaal behaalde punten. |

### Mannen
Op 18 (verplichte kür), 19 (korte kür) en 21 februari (vrije kür) streden zeventien mannen uit tien landen om de medailles.
r/m = rangschikking bij meerderheid, pc/rm = som van de meerderheidsplaatsingen, pc/9 = som plaatsingcijfers van alle negen juryleden (vet = beslissingsfactor)
| rang   | sporter(s)             | land | r/m                               | pc/rm | pc/9 | punten |
| ------ | ---------------------- | ---- | --------------------------------- | ----- | ---- | ------ |
| Goud   | Robin Cousins          | GBR  | 6x1 (1-2-1-3-1-1-1-2-1)           | 6     | 13   | 189,48 |
| Zilver | Jan Hoffmann           | GDR  | 9x2 (2-1-2-1-2-2-2-1-2)           | 15    | 15   | 189,72 |
| Brons  | Charles Tickner        | USA  | 7x3 (4-3-3-2-3-3-4-3-3)           | 20    | 28   | 187,06 |
| 4      | David Santee           | USA  | 9x4 (3-4-4-4-4-4-3-4-4)           | 34    | 34   | 185,52 |
| 5      | Scott Hamilton         | USA  | 9x5 (5-5-5-5-5-5-5-5-5)           | 45    | 45   | 181,78 |
| 6      | Igor Bobrin            | URS  | 8x6 (6-6-6-6-7-6-6-6-6)           | 48    | 55   | 177,40 |
| 7      | Jean-Christophe Simond | FRA  | 7x7 (7-8-7-9-6-7-7-7-6)           | 47    | 64   | 175,00 |
| 8      | Mitsuru Matsumura      | JPN  | 5x8 (8-7-9-8-9-9-9-8-8)           | 39    | 75   | 172,28 |
| 9      | Fumio Igarashi         | JPN  | 8x9 (9-9-10-7-8-8-8-9-9)          | 67    | 77   | 172,04 |
| 10     | Konstantin Kokora      | URS  | 6x10 (10-10-8-11-10-10-10-11-11)  | 58    | 91   | 168,18 |
| 11     | Hermann Schulz         | GDR  | 7x11 (12-11-11-10-11-12-11-10-10) | 74    | 98   | 166,70 |
| 12     | Brian Pockar           | CAN  | 8x12 (11-12-12-12-12-11-12-13-12) | 94    | 107  | 163,26 |
| 13     | Rudi Cerne             | FRG  | 9x13 (13-13-13-13-13-13-13-12-13) | 116   | 116  | 159,30 |
| 14     | Thomas Öberg           | SWE  | 8x14 (15-14-14-14-14-14-14-14-14) | 112   | 127  | 149,80 |
| 15     | Christopher Howarth    | GBR  | 9x15 (14-15-15-15-15-15-15-15-15) | 134   | 134  | 145,66 |
| 16     | Xu Zhaoxiao            | CHN  | - (16-16-16-16-16-16-16-16-16)    | 144   | 144  | 117,16 |
| -      | Vladimir Kovaljov      | URS  | opgave                            |       |      |        |

### Vrouwen
Op 20 (verplichte kür), 21 (korte kür) en 23 februari (vrije kür) streden 22 vrouwen uit vijftien landen om de medailles.
r/m = rangschikking bij meerderheid, pc/rm = som van de meerderheidsplaatsingen, pc/9 = som plaatsingcijfers van alle negen juryleden (vet = beslissingsfactor)
| rang   | sporter(s)                | land | r/m                               | pc/rm | pc/9 | punten |
| ------ | ------------------------- | ---- | --------------------------------- | ----- | ---- | ------ |
| Goud   | Anett Pötzsch             | GDR  | 7x1 (1-1-2-2-1-1-1-1-1)           | 7     | 11   | 189,00 |
| Zilver | Linda Fratianne           | USA  | 9x2 (2-2-1-1-2-2-2-2-2)           | 16    | 16   | 188,30 |
| Brons  | Dagmar Lurz               | FRG  | 8x3 (3-3-4-3-3-3-3-3-3)           | 24    | 28   | 183,04 |
| 4      | Denise Biellmann          | SUI  | 5x4 (4-5-6-6-4-6-4-4-4)           | 20    | 43   | 180,06 |
| 5      | Lisa-Marie Allen          | USA  | 7x5 (5-4-5-4-6-5-5-5-6)           | 33    | 45   | 179,42 |
| 6      | Emi Watanabe              | JPN  | 7x6 (6-7-3-5-5-4-6-7-5)           | 34    | 48   | 179,04 |
| 7      | Claudia Kristofics-Binder | AUT  | 9x7 (7-6-7-7-7-7-7-5-7)           | 60    | 60   | 176,88 |
| 8      | Susanna Driano            | ITA  | 5x8 (8-9-10-9-9-8-8-8-8)          | 40    | 77   | 172,82 |
| 9      | Sandy Lenz                | USA  | 5x9 (9-8-8-8-10-9-10-10-10)       | 42    | 82   | 172,74 |
| 10     | Kristiina Wegelius        | FIN  | 8x10 (10-10-9-10-11-10-9-9-9)     | 76    | 87   | 172,04 |
| 11     | Sandra Dubravčić          | YUG  | 5x11 (13-12-11-11-8-12-11-10-12)  | 51    | 100  | 170,30 |
| 12     | Karena Richardson         | GBR  | 6x12 (11-11-12-14-12-11-12-13-13) | 69    | 109  | 168,94 |
| 13     | Karin Riediger            | FRG  | 5x13 (12-15-14-12-13-13-15-12-14) | 62    | 120  | 166,32 |
| 14     | Danielle Rieder           | SUI  | 6x14 (14-13-15-16-15-14-13-14-11) | 79    | 125  | 165,46 |
| 15     | Heather Kemkaran          | CAN  | 9x15 (15-14-13-13-14-15-14-15-15) | 128   | 128  | 164,64 |
| 16     | Kira Ivanova              | URS  | 8x16 (16-16-16-15-16-17-16-16-16) | 127   | 144  | 161,54 |
| 17     | Susan Broman              | FIN  | 9x17 (17-17-17-17-17-16-17-17-17) | 152   | 152  | 157,54 |
| 18     | Christina Riegel          | FRG  | 9x18 (18-18-18-18-18-18-18-18-18) | 162   | 162  | 149,50 |
| 19     | Franca Bianconi           | ITA  | 9x19 (19-19-19-19-19-19-19-19-19) | 171   | 171  | 144,82 |
| 20     | Shin Hae-sook             | KOR  | 8x21 (21-20-20-20-22-21-20-21-21) | 164   | 186  | 128,18 |
| 21     | Gloria Mas                | ESP  | 5x21 (22-22-21-22-20-20-21-20-22) | 102   | 190  | 126,56 |
| 22     | Bao Zhenghua              | CHN  | - (20-21-22-21-21-22-22-22-20)    | 191   | 191  | 126,96 |

### Paren
Op 16 (korte kür) en 17 februari (vrije kür) streden elf paren uit zeven landen om de medailles.
r/m = rangschikking bij meerderheid, pc/rm = som van de meerderheidsplaatsingen, pc/9 = som plaatsingcijfers van alle negen juryleden (vet = beslissingsfactor)
| rang   | sporter(s)                            | land | r/m                               | pc/rm | pc/9 | punten |
| ------ | ------------------------------------- | ---- | --------------------------------- | ----- | ---- | ------ |
| Goud   | Irina Rodnina / Aleksandr Zajtsev     | URS  | 9x1 (1-1-1-1-1-1-1-1-1)           | 9     | 9    | 147,26 |
| Zilver | Marina Tsjerkasova / Sergej Sjachraj  | URS  | 8x2 (2-3-2-2-2-2-2-2-2)           | 16    | 19   | 143,80 |
| Brons  | Manuela Mager / Uwe Bewersdorff       | GDR  | 5x3 (3-5-3-4-3-4-3-3-5)           | 15    | 33   | 140,52 |
| 4      | Marina Pestova / Stanislav Leonovitsj | URS  | 9x4 (4-2-4-3-4-3-4-4-3)           | 31    | 31   | 141,14 |
| 5      | Caitlin Carruthers / Peter Carruthers | USA  | 7x5 (5-4-5-5-5-6-5-5-6)           | 34    | 46   | 137,38 |
| 6      | Sabine Baeß / Tassilo Thierbach       | GDR  | 7x6 (6-6-7-6-7-5-6-6-4)           | 39    | 53   | 136,00 |
| 7      | Sheryl Franks / Michael Botticelli    | USA  | 6x7 (7-7-6-7-6-8-8-7-8)           | 40    | 64   | 133,84 |
| 8      | Christina Riegel / Andreas Nischwitz  | FRG  | 7x8 (8-8-8-9-9-7-7-8-7)           | 53    | 71   | 131,70 |
| 9      | Barbara Underhill / Paul Martini      | CAN  | 9x9 (9-9-9-8-8-9-9-9-8)           | 78    | 78   | 129,36 |
| 10     | Susy Garland / Robert Daw             | GBR  | 8x10 (10-10-10-10-11-10-10-10-10) | 80    | 91   | 124,36 |
| 11     | Elizabeth Cain / Peter Cain           | AUS  | - (11-11-11-11-10-11-11-11-11)    | 98    | 98   | 121,30 |

### IJsdansen
Op 17 en 18 (verlichte kür) en 20 februari (vrije kür) streden twaalf paren uit acht landen om de medailles.
r/m = rangschikking bij meerderheid, pc/rm = som van de meerderheidsplaatsingen, pc/9 = som plaatsingcijfers van alle negen juryleden (vet = beslissingsfactor)
| rang   | sporter(s)                               | land | r/m                               | pc/rm | pc/9 | punten |
| ------ | ---------------------------------------- | ---- | --------------------------------- | ----- | ---- | ------ |
| Goud   | Natalja Linitsjoek / Gennadi Karponossov | URS  | 5x1 (2-2-1-1-2-1-1-1-2)           | 5     | 13   | 205,48 |
| Zilver | Krisztina Regöczy / András Sallay        | HUN  | 8x2 (1-1-1-3-2-1-2-2-1-1)         | 11    | 14   | 204,32 |
| Brons  | Irina Moisejeva / Andrej Minenkov        | URS  | 8x3 (3-3-2-3-3-3-3-4-3)           | 23    | 27   | 201,86 |
| 4      | Liliana Řeháková / Stanislav Drastich    | TCH  | 6x4 (4-5-4-4-4-4-4-5-5)           | 24    | 39   | 198,02 |
| 5      | Jayne Torvill / Christopher Dean         | GBR  | 8x5 (5-4-5-5-5-5-6-3-4)           | 36    | 42   | 197,12 |
| 6      | Lorna Wighton / John Dowding             | CAN  | 8x6 (7-6-6-6-6-6-5-6-6)           | 47    | 54   | 193,80 |
| 7      | Judy Blumberg / Michael Seibert          | USA  | 5x7 (6-8-8-7-8-7-8-7-7)           | 34    | 66   | 190,30 |
| 8      | Natalja Bestemjanova / Andrej Boekin     | URS  | 5x8 (9-9-7-8-9-10-7-8-8)          | 38    | 75   | 188,18 |
| 9      | Stacey Smith / John Summers              | USA  | 9x9 (9-9-7-8-9-10-7-8-8)          | 75    | 75   | 188,38 |
| 10     | Henriette Fröschl / Christian Steiner    | FRG  | 5x10 (10-11-10-10-10-11-11-11-10) | 50    | 94   | 178,38 |
| 11     | Susi Handschmann / Peter Handschmann     | AUT  | 7x11 (11-10-11-10-10-9-12-12-11)  | 72    | 96   | 177,78 |
| 12     | Karen Barber / Nicky Slater              | GBR  | - (12-12-12-12-12-12-10-10-12)    | 104   | 104  | 176,92 |

## Medaillespiegel
| rang | land                     | Goud | Zilver | Brons | totaal |
| ---- | ------------------------ | ---- | ------ | ----- | ------ |
| 1    | Sovjet-Unie              | 2    | 1      | 1     | 4      |
| 2    | DDR                      | 1    | 1      | 1     | 3      |
| 3    | Groot-Brittannië         | 1    | 0      | 0     | 1      |
| 4    | Verenigde Staten         | 0    | 1      | 1     | 2      |
| 5    | Hongarije                | 0    | 1      | 0     | 1      |
| 6    | Bondsrepubliek Duitsland | 0    | 0      | 1     | 1      |
|      |                          | 4    | 4      | 4     | 12     |

Londen 1908 · 
Antwerpen 1920 · 
Chamonix 1924 · 
St. Moritz 1928 · 
Lake Placid 1932 · 
Garmisch-Partenkirchen 1936 · 
St. Moritz 1948 · 
Oslo 1952 · 
Cortina d'Ampezzo 1956 · 
Squaw Valley 1960 · 
Innsbruck 1964 · 
Grenoble 1968 · 
Sapporo 1972 · 
Innsbruck 1976 · 
Lake Placid 1980 · 
Sarajevo 1984 · 
Calgary 1988 · 
Albertville 1992 · 
Lillehammer 1994 · 
Nagano 1998 · 
Salt Lake City 2002 · 
Turijn 2006 · 
Vancouver 2010 · 
Sotsji 2014 · 
Pyeongchang 2018 · 
Peking 2022
Olympische medaillewinnaars
Alpineskiën · Biatlon · Bobsleeën · Kunstrijden · Langlaufen · Noordse combinatie · Rodelen · Schaatsen · Schansspringen · IJshockey